# شيماء سبت
شيماء سبت ولدت بمدينة المحرق 26 أكتوبر 1977 بالبحرين ، وهي تعتبر ممثلة بحرينية معروفة .

## حياتها ومسيرتها الفنية:

### حياتها الشخصية
هي من عائلة فنية وهي الأبنة الكبرى للممثلة فاطمة إسماعيل كما أن شقيقاتها الممثلات هم شذى وأبرار وشيلاء. درست دبلوم هندسة مدنية وحاصلة على بكالوريوس إعلام وعلاقات عامة وبكالوريوس علم نفس.

### مسيرتها الفنية:
بدأت مشوارها الفني وهي طفلة خلال عام 1988 في مسرح الطفل، ولها العديد من الأعمال في فترة نهاية الثمانينات والتسعينات وبداية الألفية الثانية مثل غناوي بو تعب وحزاوي الدار وبيت المغتني وسرور كما ظهرت في برنامج في إسبانيا على قناة الأندلس الفضائية عام 2000[بحاجة لمصدر]. اشتهرت بعد مشاركتها في المسلسل السعودي عائلة أو رويشد في عام 1998. واستمرت بعد ذلك تقدم الأدوار الكبيرة على المسرح والتلفزيون كما قدمت بعض البرامج في التلفزيون والإذاعة. كما ظهرت في كليب «وصيت قلبي» للمطربين راشد الماجد وميحد حمد بعام 2002.

## أعمالها:

### من الافلام
- دكتور بسبس (2019).

### من المسلسلات
| سنة الإنتاج | المسلسل                                        | بمشاركة                                                                               |
| ----------- | ---------------------------------------------- | ------------------------------------------------------------------------------------- |
| 1995        | بيت المغتني                                    | علي حسن، عبد العزيز جاسم، هدية سعيد                                                   |
| 1995        | حزاوي الدار                                    | لطيفة المجرن، يوسف بوهلول، زهرة عرفات، مريم زيمان                                     |
| 1996        | عجايب زمان                                     | سعد البوعينين، إبراهيم بحر                                                            |
| 1997        | سرور                                           | لطيفة المجرن، فرح علي، عبد المحسن النمر                                               |
| 1997        | الكلمة الطيبة                                  | لطيفة المجرن، يوسف بوهلول، محمد ياسين                                                 |
| 1997        | بحر الحكايات                                   | يوسف بوهلول، سعاد علي، فاطمة عبد الرحيم، زهرة عرفات                                   |
| 1997        | أحلام ضائعة                                    | مطرب فواز، سعاد علي، فاطمة عبد الرحيم                                                 |
| 1998        | غناوي بو تعب                                   | يوسف بوهلول                                                                           |
| 1998        | تالي العمر                                     | سعاد علي، يوسف بوهلول، زينب العسكري                                                   |
| 1998        | عائلة أبورويشد                                 | إبراهيم الصلال، خالد سامي، لطيفة المجرن، يوسف الجراح، فايز المالكي، فاطمة عبد الرحيم  |
| 1999        | آخر الرجال                                     | أحلام محمد، سعاد علي، زهرة عرفات، فاطمة عبد الرحيم                                    |
| 2000        | السرايات                                       | خالد النفيسي، علي المفيدي، أحمد الصالح، أحمد جوهر، عبد الرحمن العقل، طيف              |
| 2001        | أمل وألام                                      | محمد العلي، خالد الحربي، فاطمة الحوسني                                                |
| 2001        | اخوة الشر                                      | عبد المحسن النمر، فاطمة عبد الرحيم، علي الغرير                                        |
| 2001        | الحب يأتي متأخرا                               | أحمد الصالح، إبراهيم الحربي، أحلام محمد، خالد أمين، سمية الخنة                        |
| 2002        | نورة                                           | هيفاء عادل، عبد العزيز جاسم، زينب العسكري، فايز المالكي، منى عبد المجيد               |
| 2002        | ليل البنادر                                    | أحلام محمد، يوسف بوهلول                                                               |
| 2002        | عمى ألوان                                      | غانم السليطي، سميرة أحمد، جابر نغموش، فاطمة الحوسني                                   |
| 2003        | ناس وناس                                       | محمد المنصور، فخرية خميس، زينب العسكري، خالد البريكي، نوال محمد                       |
| 2003        | ملاذ الطير                                     | أحمد الصالح، جمال الردهان، سعاد علي، لطيفة المجرن، هيفاء حسين                         |
| 2003        | الخطر معهم - الجزء الثالث                      | جمال الردهان، إبراهيم الحربي                                                          |
| 2003        | شمس القوايل                                    | جابر نغموش، طارق العلي، سميرة أحمد                                                    |
| 2004        | طاش ما طاش - طاش 12                            | ناصر القصبي، عبد الله السدحان                                                         |
| 2004        | مال وأحلام                                     | غانم الصالح، إبراهيم الحربي، لطيفة المجرن، ليلى السلمان، خالد أمين، فاطمة الحوسني،    |
| 2004        | أبو العصافير                                   | خالد سامي                                                                             |
| 2004        | غصات الحنين                                    | منصور المنصور، حسين المنصور، سعاد علي، هيفاء حسين، فاطمة عبد الرحيم                   |
| 2004        | الأخرس                                         | جاسم النبهان، طيف، عبد الإمام عبد الله، عبير أحمد، خالد البريكي                       |
| 2004        | امرأة لا تشبه القمر                            | سعد خضر، عبد الرحمن الخريجي، ليلى السلمان، هيفاء حسين سعيد قريش، نوال محمد            |
| 2004        | هدوء وعواصف                                    | غازي حسين، زينب العسكري، أنور أحمد، سعيد قريش                                         |
| 2004        | سوالف حريم                                     | مريم الصالح، حسن عسيري، زينب العسكري، هيا الشعيبي، سعاد علي، ميس حمدان                |
| 2005        | عذاري                                          | زينب العسكري، قحطان القحطاني، أحمد السلمان، منى شداد، مشعل الجاسر                     |
| 2005        | الدريشة                                        | سميرة أحمد، غازي حسين، منى شداد، عبد الله عبد العزيز عبد المحسن النمر                 |
| 2005        | دروب                                           | سعاد علي، أحلام محمد، مبارك خميس، شفيقة يوسف، أميرة محمد                              |
| 2005        | صحوة زمن                                       | سعاد عبد الله، محمد المنصور، حسين المنصور، منصور المنصور، زهرة عرفات، سعاد علي، طيف   |
| 2005        | متى نلقي                                       | غازي حسين، أحلام محمد، إبراهيم الزدجالي                                               |
| 2006        | قيود الزمن                                     | محمد ياسين، هيفاء حسين، لطيفة المجرن، عبد الله عبد العزيز، عبير أحمد                  |
| 2006        | رجال يبيعون الوهم                              | أحلام محمد، جاسم النبهان، علي جمعة، عبير الجندي                                       |
| 2006        | أوراق سجينة                                    | سعد خضر، طيف، محمد الجناحي، عبير أحمد، عبد الإمام عبد الله                            |
| 2006        | نجمة الخليج                                    | غازي حسين، هدى الخطيب، هيفاء حسين، حسن البلام، من مصر نشوى مصطفى                      |
| 2007        | أنا وأنت والانترنت                             | هدى الخطيب، منى شداد، فاطمة عبد الرحيم، محمد البكر                                    |
| 2007        | وجه آخر                                        | سميرة أحمد، محمد الجناحي، صلاح الملا، فاطمة عبد الرحيم، خالد أمين، حبيب غلوم          |
| 2007        | جمانة                                          | أحمد السلمان، طيف، خالد البريكي، شجون الهاجري                                         |
| 2007        | عيون من زجاج                                   | غازي حسين، بدرية أحمد، أنور عبد الله، يعقوب عبد الله، محمود بوشهري                    |
| 2008        | الساكنات في قلوبنا                             | مجموعة من الممثلين                                                                    |
| 2008        | عائلتي                                         | أحمد السلمان، إلهام الفضالة، شجون الهاجري، عبد الله بوشهري                            |
| 2008        | نص درزن                                        | سميرة أحمد، زهرة عرفات، إبراهيم الزدجالي                                              |
| 2008        | نقش الحنة                                      | مريم الصالح، علي السبع، أسمهان توفيق، طيف، سعيد قريش، خالد البريكي، حمد العماني، مرام |
| 2008        | التنديل                                        | عبد الحسين عبد الرضا، جاسم النبهان، عبد العزيز جاسم، إبراهيم الحربي، عبد المحسن النمر |
| 2009        | إلى متى                                        | ليلى السلمان، غانم السليطي، زهرة عرفات، ناصر محمد، عبد الله عبد العزيز                |
| 2009        | شوف الدنيا                                     | جاسم النبهان، محمد الطويان، عبد العزيز جاسم، هيفاء حسين                               |
| 2010        | مزحة برزحة                                     | محمد العيسى، ريم عبد الله                                                             |
| 2010        | أحلام سعيد                                     | سميرة أحمد، حبيب غلوم، مرعي الحليان                                                   |
| 2010        | ما أصعب الكلام                                 | غازي حسين، ياسر المصري، شهد الياسين، فاطمة عبد الرحيم                                 |
| 2010        | أوراق الحب - جزئين                             | ليلى السلمان، سيف الغانم، ميساء مغربي، شهاب جوهر                                      |
| 2011        | ملف علاقي                                      | ماجد مطرب فواز، تركي اليوسف، من مصر انتصار                                            |
| 2011        | سكتم بكتم - الجزء الثاني الجزء الرابع عام 2013 | فايز المالكي، فخرية خميس، سعاد علي، أميرة محمد                                        |
| 2011        | سوق الحراج                                     | فهد الحيان، أمينة العلي                                                               |
| 2011        | الحب المستحيل - حلقات منفصلة                   | مجموعة من الممثلين                                                                    |
| 2012        | نساء من زجاج                                   | فاطمة عبد الرحيم، جواهر                                                               |
| 2013        | المجهولة                                       | عبد المحسن النمر، زهرة الخرجي، ليلى السلمان، سعيد قريش، شيلاء سبت                     |
| 2013        | برايحنا                                        | سلوى بخيت، هيفاء حسين                                                                 |
| 2013        | السلطانة                                       | ليلى السلمان، علي السبع، إبراهيم الحربي، محمد الحجي، بدرية أحمد، أميرة محمد           |
| 2014        | منطقة محرمة                                    | هدى حسين، حسين المنصور، باسمة حمادة، سحر حسين، احلام حسن                              |
| 2014        | للحب جنون                                      | عبدالمحسن النمر، ميساء مغربي، صمود، غرور، أبرار سبت، أميرة النجدي، إلهام علي          |
| 2015        | سيلفي                                          | ناصر القصبي، حبيب الحبيب                                                              |
| 2016        | سمرقند                                         | عابد فهد، ميساء مغربي، أمل بوشوشة                                                     |
| 2016        | سيلفي                                          | ناصر القصبي، حبيب الحبيب                                                              |
| 2016        | حزاوينا خليجية                                 | جمعان الرويعي، عبد الله ملك، علي الغرير، خليل الرميثي، في الشرقاوي، غدير السبتي       |
| 2017        | آخر المطاف                                     | صلاح الملا، عبد المحسن النمر، نور الكويتية، أبرار سبت، مشاري البلام                   |
| 2020        | كحل أبيض                                       | تركي اليوسف، العنود سعود، جبران الجبران، طارق النفيسي، فارس الخالدي                   |
| 2020        | حنين                                           | نيرمين محسن ، أحمد شعيب                                                               |
| 2022        | أربعيني في العشرين                             | عبدالله السدحان ، أحمد شعيب                                                           |
| 2024        | عندما يعشق الرجال                              |                                                                                       |
| 2024        | الجذوع                                         |                                                                                       |

### من المسرحيات
- الوردة الحمراء مع الذئب.
- عنبر أخو بلال.
- ارنوب في خطر.
- النخلة والأسد.
- جان دارك.
- الكمامة.
- حمده وحمود.
- المحارة ملكة الأومنة القديمة.
- غناوي الشـمالي.
- في بيتنا مرشح.
- الدحروج.
- ليدز فيرست.
- القلعة والوحش.
- اليازرة.
- يمقن أي يمقن لا.
- كوخ حارسات الغابة

## الجوائز والتكريم:
- البحرين: جائزة أفضل ممثلة – مسرحية جان دارك بمهرجان الشباب للأندية.
- مصر: جائزة أفضل ثاني عرض متكامل- مسرحية الكمامة بمهرجان القاهرة التجريبي.
- الإمارات العربية المتحدة: جائزة أفضل ممثلة وجائزة أفضل عرض متكامل - مسرحية المحارة ملكة الأزمنة القديمة بمهرجان المسرح الخليجي للشباب.
- عُمان: جائزة أفضل عرض متكامل – مسرحية غناوي الشمالي بمهرجان الخليج للفرق الأهلية.

## روابط خارجية:
- شيماء سبت على موقع IMDb (الإنجليزية)
- شيماء سبت على موقع قاعدة بيانات الأفلام العربية